# Kensuke Fukuda
Kensuke Fukuda (japanisch 福田 健介 Fukuda Kensuke; * 24. Juli 1984 in der Präfektur Shizuoka) ist ein japanischer Fußballspieler.

## Karriere
Fukuda erlernte das Fußballspielen in der Universitätsmannschaft der Meiji-Universität. Seinen ersten Vertrag unterschrieb er 2007 bei Tokyo Verdy. Der Verein spielte in der zweithöchsten Liga des Landes, der J2 League. 2007 wurde er mit dem Verein Vizemeister der J2 League und stieg in die J1 League auf. Am Ende der Saison 2008 stieg der Verein wieder in die J2 League ab. Für den Verein absolvierte er 109 Ligaspiele. 2012 wechselte er zum Ligakonkurrenten Ventforet Kofu. 2012 wurde er mit dem Verein Meister der J2 League und stieg in die J1 League auf. Für den Verein absolvierte er 101 Ligaspiele. 2017 wechselte er zum Zweitligisten V-Varen Nagasaki. 2017 wurde er mit dem Verein Vizemeister der J2 League und stieg in die J1 League auf. Für den Verein absolvierte er sieben Ligaspiele. 2019 wechselte er zum Zweitligisten Tochigi SC. Für den Verein absolvierte er sechs Ligaspiele.